# Nuillé-le-Jalais
Nuillé-le-Jalais is een gemeente in het Franse departement Sarthe (regio Pays de la Loire) en telt 385 inwoners (2005). De plaats maakt deel uit van het arrondissement Mamers.

## Geografie
De oppervlakte van Nuillé-le-Jalais bedraagt 5,8 km², de bevolkingsdichtheid is 66,4 inwoners per km².
De onderstaande kaart toont de ligging van Nuillé-le-Jalais met de belangrijkste infrastructuur en aangrenzende gemeenten.

## Demografie
Onderstaande figuur toont het verloop van het inwonertal (bron: INSEE-tellingen).

## Foto's

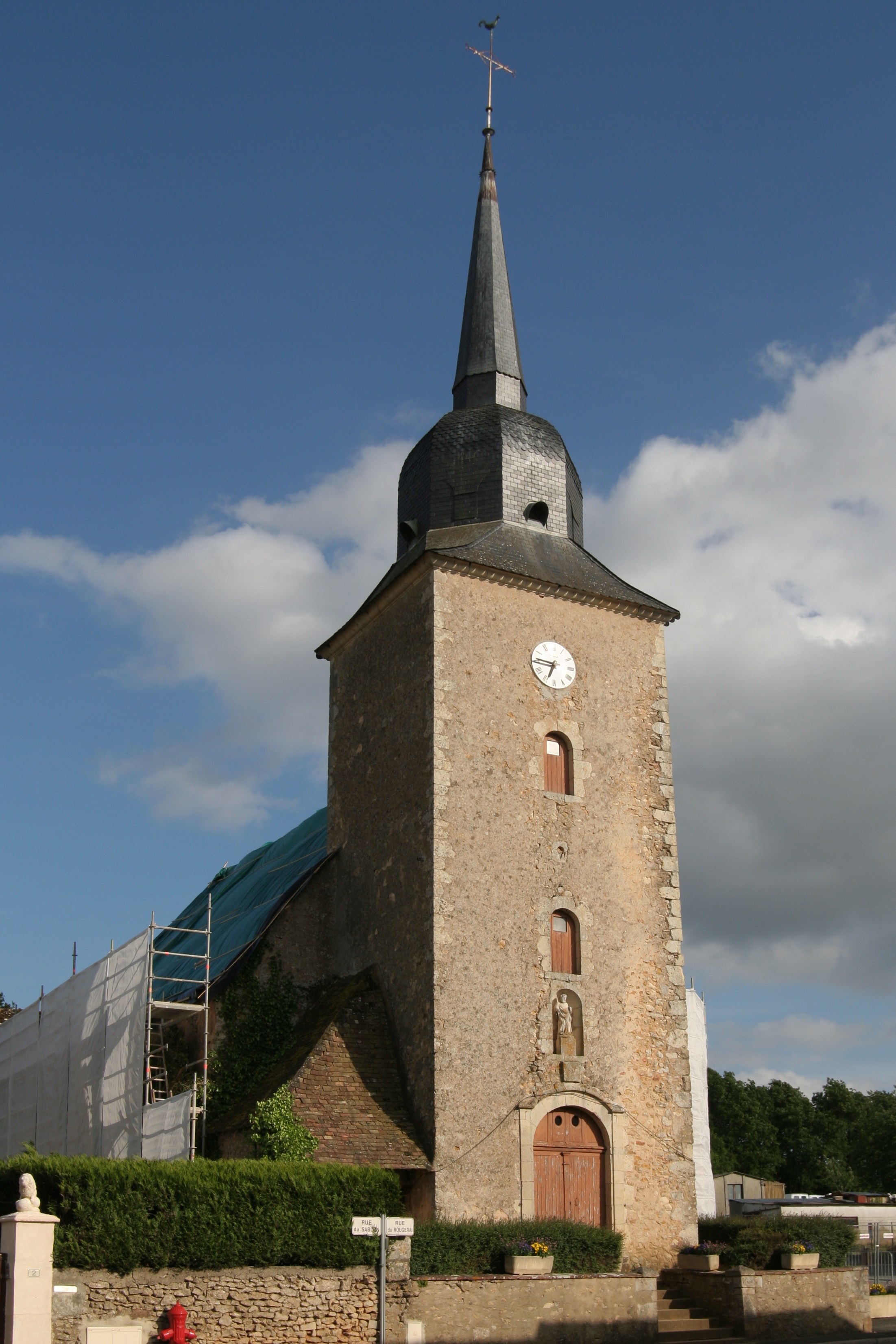
Kerk
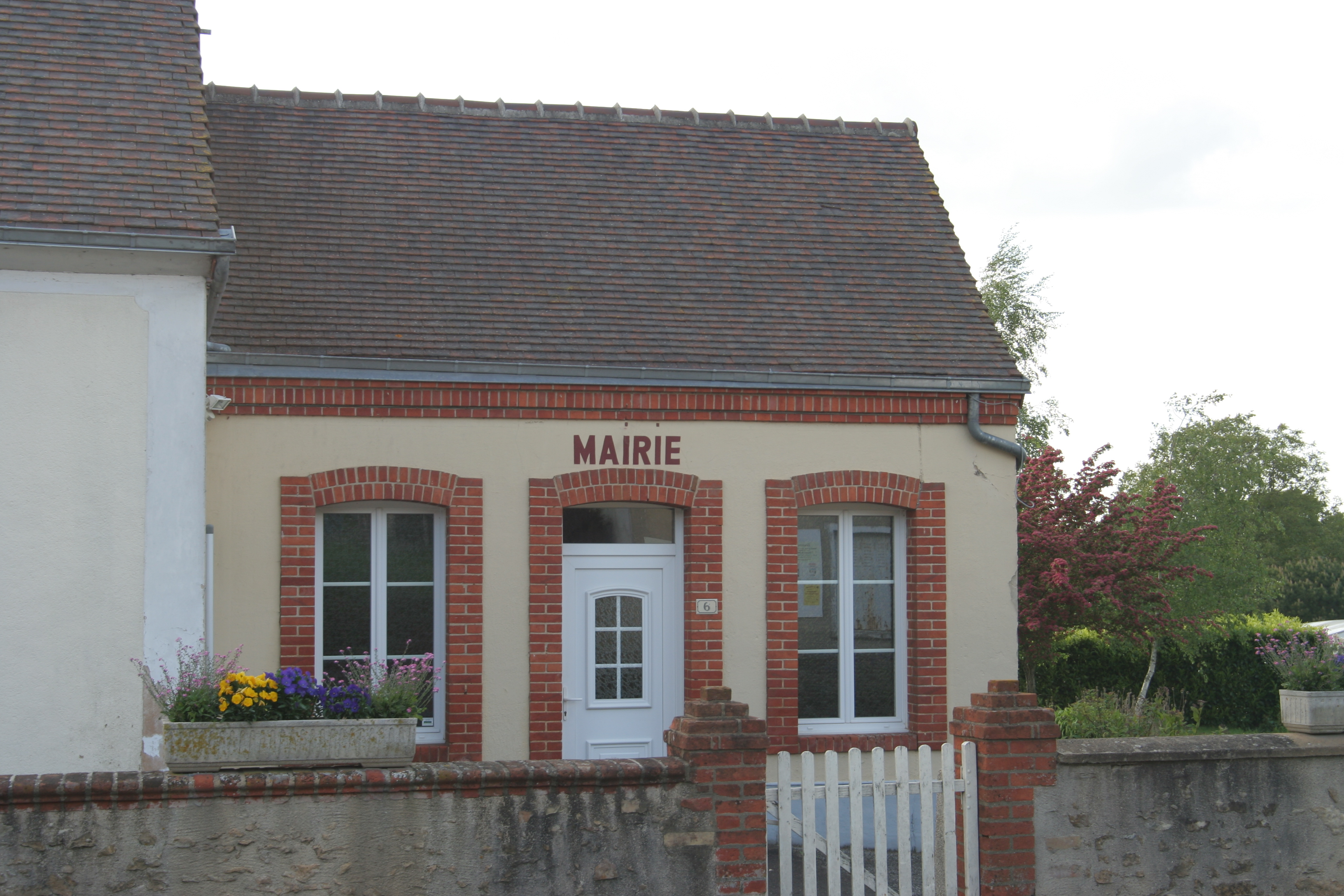
Gemeentehuis